# Mittelberg (Vorarlberg)

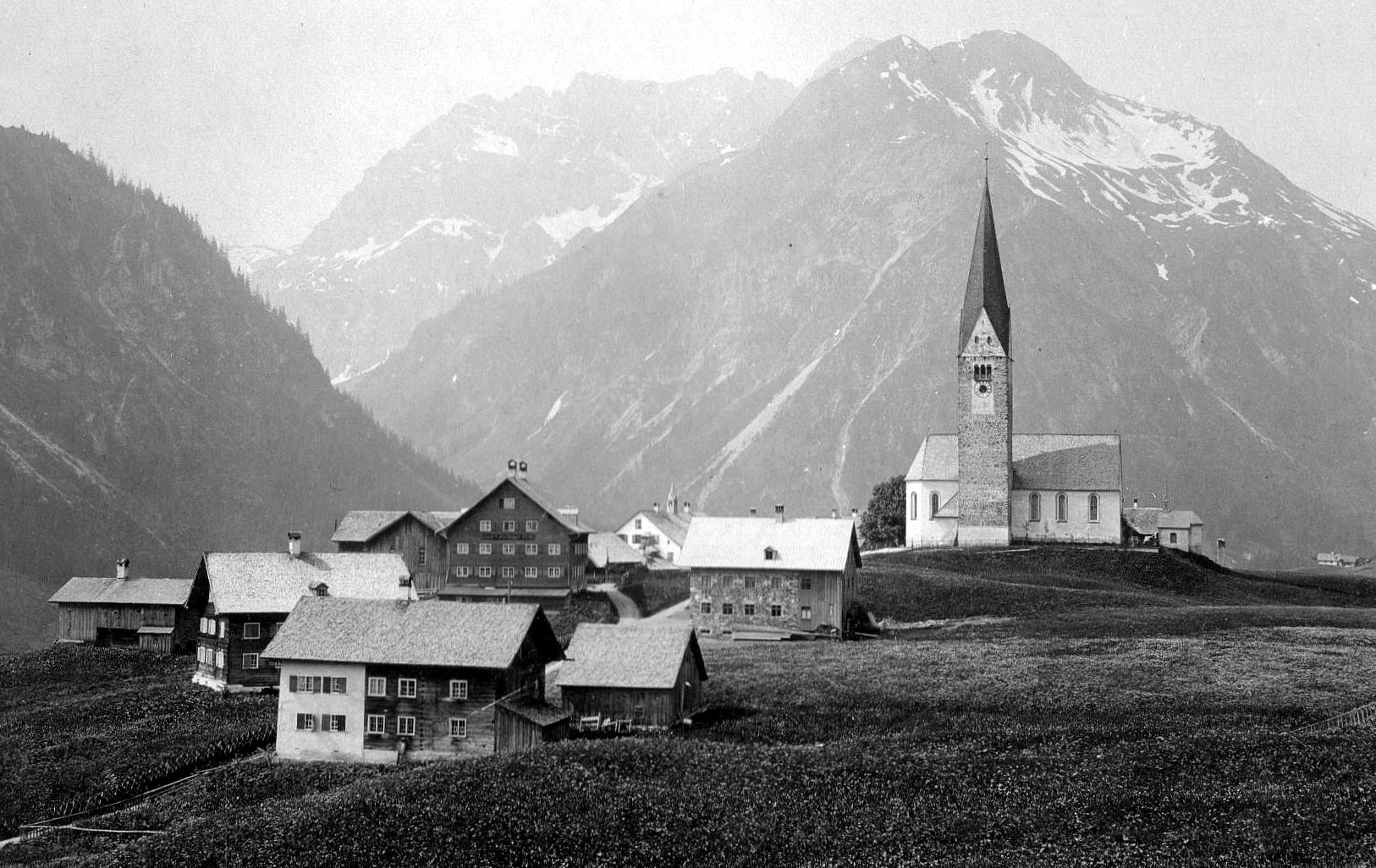
Mittelberg, aufgenommen ca. 1900

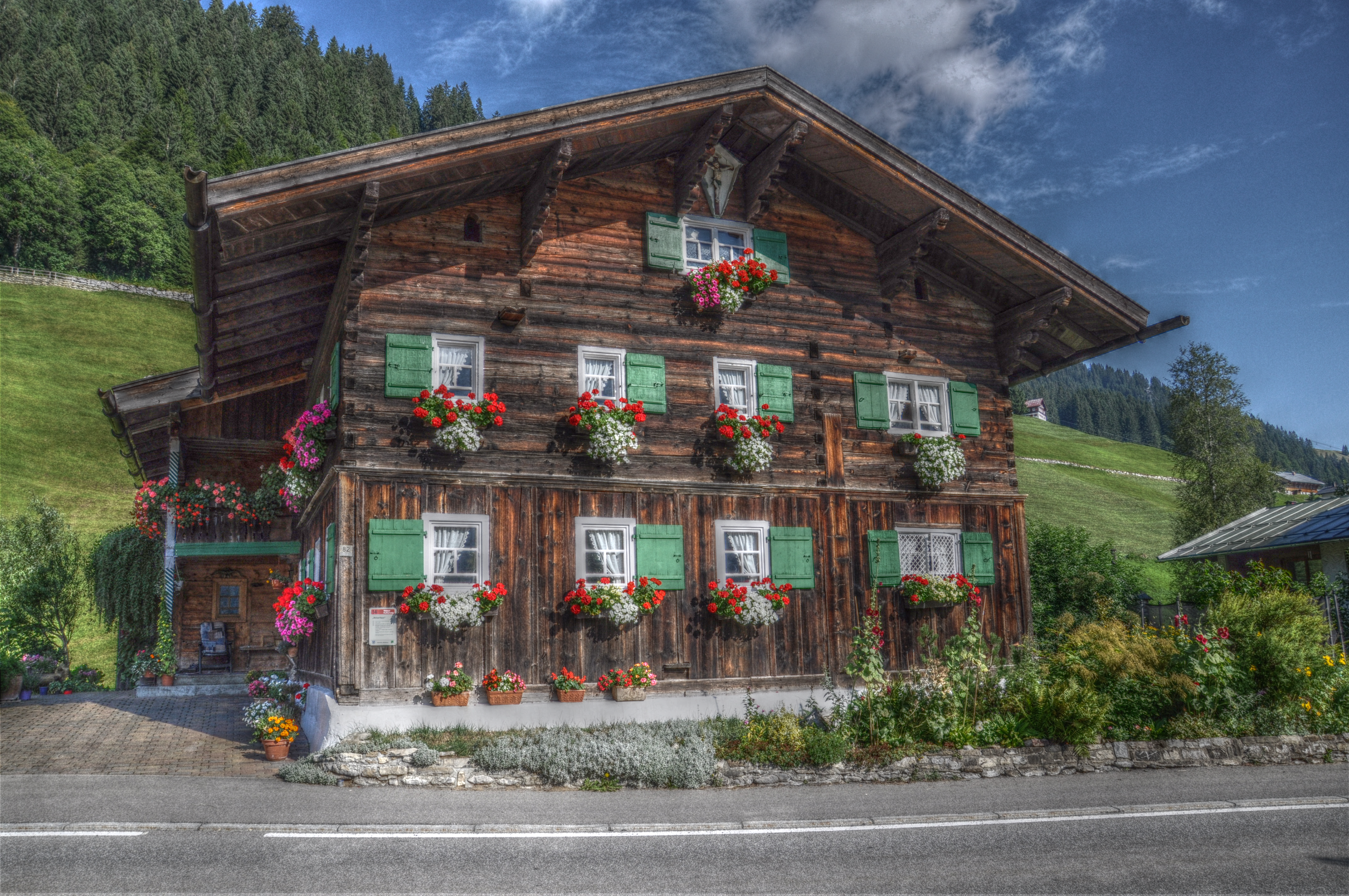
Wohnhaus

Mittelberg ist eine Gemeinde in Österreich in Vorarlberg im Gerichtsbezirk Bezau, Bezirk Bregenz mit 5.077 Einwohnern (Stand 1. Jänner 2025) und zählt wie beispielsweise auch Lech, Damüls oder Ebnit zu den Vorarlberger Walserdörfern. Sie ist als geografische Exklave identisch mit dem Kleinwalsertal.

## Geografie
Mittelberg ist auf Straßenverbindungen nur über Bayern, also das Staatsgebiet der Bundesrepublik Deutschland, erreichbar, und wird daher auch als Funktionelle Exklave bezeichnet.
Mittelberg liegt in den Allgäuer Alpen, die ein Teil der nördlichen Ostalpen sind. Die höchste Erhebung ist der Große Widderstein (2536 m). Von ihnen wird das Kleinwalsertal gegenüber dem übrigen Staatsgebiet Österreichs abgeschnitten.
Die Breitach ist der größte Bach im Gemeindegebiet. Sie fließt durch alle drei Ortschaften und nimmt das Wasser der Seitenbäche auf. In Mittelberg speisen Bäche wie Derrabach, Turabach, Bärgundbach, Gemstelbach und Wildenbach die Breitach und deren Seitenbäche.
Zu den wichtigsten Bergen von Mittelberg gehören:
- Elfer (2387 m)
- Bärenkopf (2083 m)
- Walmendinger Horn (1990 m)
- Widderstein (2536 m)
- Zwölfer (2224 m)

### Gemeindegliederung
Die Gemeinde besteht aus der einzigen Katastralgemeinde Mittelberg und umfasst die drei Ortschaften bzw. Zählsprengel und Dörfer Hirschegg, Mittelberg mit Baad (dieses Dorf wird ortsüblich als eigener Gemeindeteil geführt) sowie Riezlern (Hauptort).
Das Gemeindegebiet gliedert sich in drei Ortschaften (in Klammern Einwohnerzahl Stand 1. Jänner 2025):
- Hirschegg (1.414) samt Au, Dürenboden, Letze, Nebenwasser, Oberwäldele, Rohr, Seite, Tobel und Wäldele
- Mittelberg (1.608) samt Ahorn, Alpenwald, Baad, Bödmen, Gemstelboden, Höfle, Rohr, Schwendle, Stütze und Tobel
- Riezlern (2.055) samt Egg, Kesselschwand, Klausenwald, Schwand, Schwende, Seite, Straußberg, Wald, Westegg und Zwerwald

### Gemeindename
Da das Dorf Mittelberg als erste der drei Ortschaften im Kleinwalsertal besiedelt worden ist, und später der Gerichtssitz war (Sitz des Gerichts war aber zuletzt Hirschegg), trägt die Gemeinde den Namen Mittelberg. Nomineller Gemeindehauptort ist heute nicht Mittelberg, sondern Riezlern. Es gab in der Vergangenheit Bestrebungen, den Gemeindenamen auf Kleinwalsertal zu ändern. Das rührt einerseits von der Tatsache, dass sich die anderen zwei Ortschaften gleichwertig entwickelt haben, und andererseits, dass sich der Name Kleinwalsertal im Gegensatz zu Gemeinde Mittelberg in der Bevölkerung etabliert hat. Diese Bestrebungen konnten sich allerdings bis heute nicht durchsetzen.

### Nachbargemeinden
Die Gemeinde Mittelberg grenzt an fünf Gemeinden in Vorarlberg, welche alle im Bezirk Bregenz liegen und Teile des Bregenzerwaldes sind, wobei sich Schröcken und Warth als zum Tannberg gehörig schon Richtung Arlbergregion orientieren. Die einzige angrenzende deutsche Gemeinde ist Oberstdorf, welche an Mittelberg von Norden bis Südosten angrenzt.
|                      |                                             | Oberstdorf (Landkreis Oberallgäu, Regierungsbezirk Schwaben, Bayern, Deutschland) |
| EggBezau Schoppernau | Kompassrose, die auf Nachbargemeinden zeigt |                                                                                   |
| Schröcken            | Warth                                       |                                                                                   |

## Geschichte
Die Region wurde im Jahre 1270 von den aus der Schweiz kommenden Walsern besiedelt, die zur Volksgruppe der Alemannen gehören. Durch diese Herkunft unterscheiden sich die Bewohner sprachlich noch heute von jenen der umliegenden Gemeinden. Ihr Dialekt wird den höchstalemannischen Dialekten zugeordnet, während man im Allgäu einen niederalemannischen Dialekt und im restlichen Vorarlberg einen hochalemannischen Dialekt (Vorarlbergerisch) spricht.

### Bevölkerungsentwicklung
Die Einwohnerzahl sank zwischen 1991 und 2001 wegen negativer Geburtenbilanz (−180) und negativer Wanderungsbilanz (−141), Von 2001 bis 2011 gab es eine sehr starke Zuwanderung.

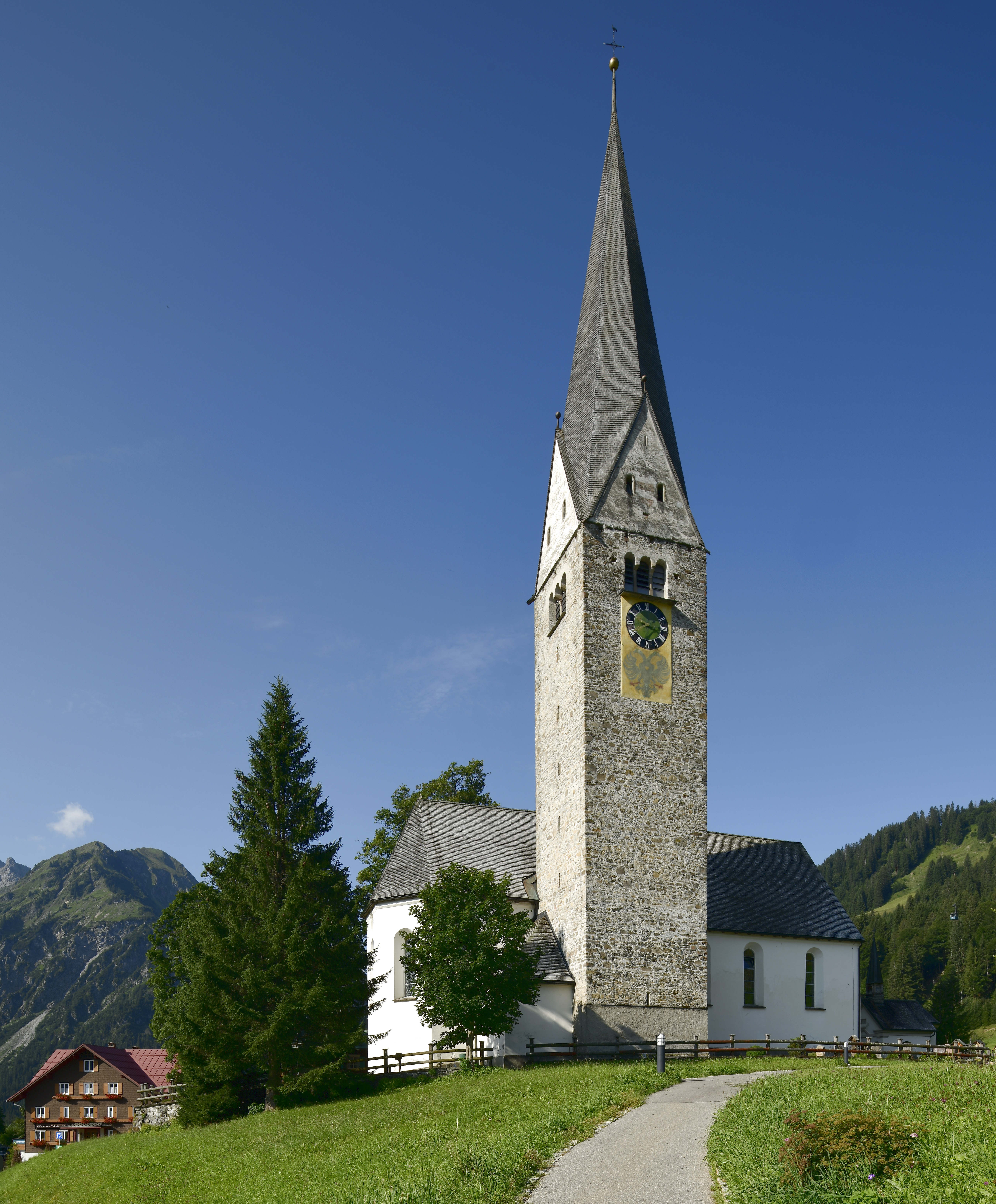
Pfarrkirche hl. Jodok

## Kultur und Sehenswürdigkeiten
- Pfarrkirche hl. Jodok mit Lourdeskapelle in Mittelberg
- Evangelische Kreuzkirche und Röm.-kath. Pfarrkirche hl. Anna in Hirschegg
- Pfarrkirche Mariä Opferung in Riezlern
- Kuratienkirche hl. Martin in Baad
- Walser-Museum im Verkehrsamt Riezlern
- Naturdenkmal Naturbrücke am Schwarzwasserbach, Wasserfall Schwarzwasserbach und Strudeltöpfe Schwarzwasserbach

## Wirtschaft und Infrastruktur
Aufgrund ihrer geografischen Lage wurde die Gemeinde 1891 als Zollanschlussgebiet dem deutschen Wirtschaftsraum angeschlossen.

### Tourismus

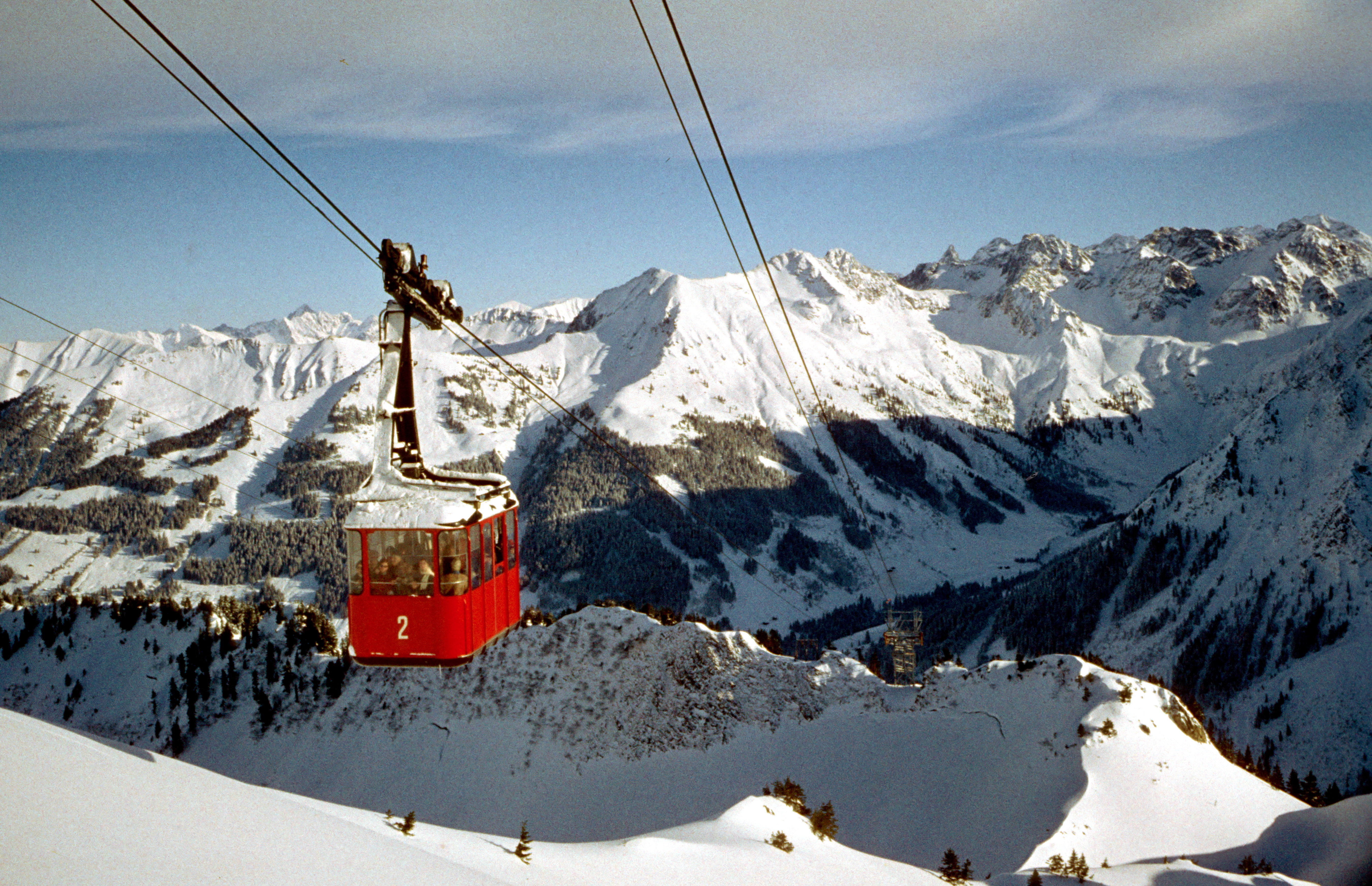
Walmendingerhornbahn

Die 1966 erbaute Walmendingerhornbahn erschließt im Sommer ein 43 km umfassendes Wandergebiet und im Winter ein Skigebiet mit zwei zusätzlichen Sesselliften. Die Talstation befindet sich unweit des Mittelberger Ortszentrums auf 1200 m ü. A. Die Bergbahn endet auf 1941 m ü. A. knapp unter dem Gipfel des Walmendinger Horns.

### Bildung
In der Gemeinde gibt es Volksschulen in Mittelberg, Hirschegg und Riezlern sowie eine Mittelschule mit anschließender Polytechnischer Schule. Außerdem gibt es im Schulzentrum Riezlern eine Förderschule.

### Vereinssport
Wegen der geografischen Lage nehmen einige Sportvereine am Spielbetrieb in Deutschland teil. So trat die Tischtennis-Damenmannschaft des SV Casino Kleinwalsertal in den 1980er Jahren in der Bayernliga an und wurde 2003 sogar Meisterin der 2. deutschen Bundesliga.

### Deutsche Einfuhrumsatzsteuer
Die Einfuhr von Gegenständen aus dem Drittlandsgebiet nach Mittelberg unterliegt – wie auch nach Jungholz – der deutschen Einfuhrumsatzsteuer.

## Politik

### Gemeindevertretung
In Vorarlberg wählen die Bürger alle fünf Jahre die Mitglieder der Gemeindevertretung durch Ankreuzen eines Listen-Wahlvorschlages bzw. durch Mehrheitswahl wenn kein Listenvorschlag vorliegt. Weiters den Bürgermeister durch Ankreuzen eines Wahlvorschlages.

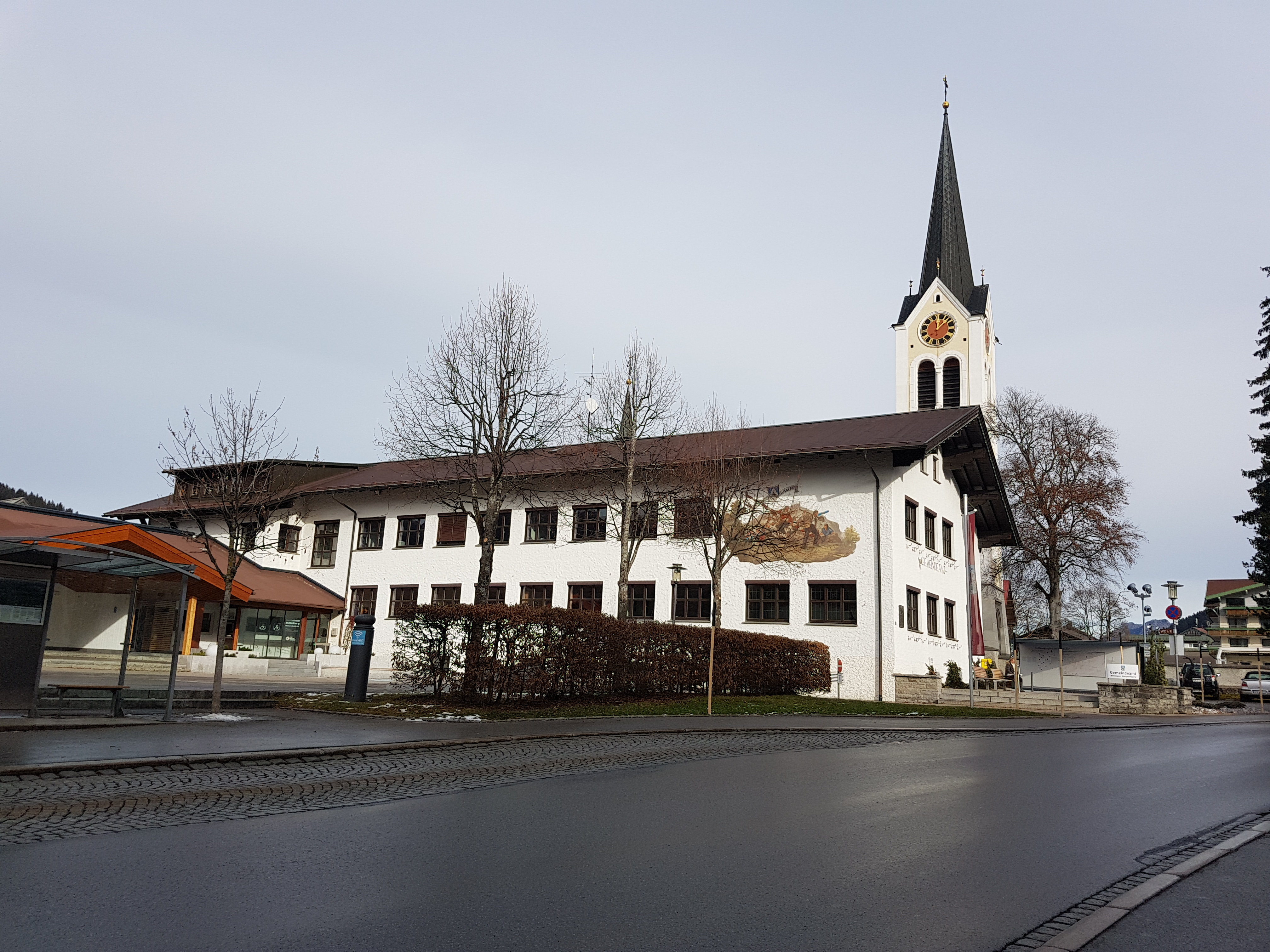
Gemeindeamt

Die Gemeindevertretung wählt in der konstituierenden Sitzung aus ihrer Mitte – sofern keine Wahl durch die Bürger zustande kam – gemäß § 61 Gemeindegesetz einen Bürgermeister und dann einen mindestens dreiköpfigen Gemeindevorstand. Die Zahl dieser „Gemeinderäte“ darf aber gemäß § 55 den vierten Teil der Zahl der Gemeindevertreter nicht übersteigen.
Der Bürgermeister führt den Vorsitz bei den generell öffentlichen Sitzungen der Gemeindevertretung, in denen kommunale Belange besprochen und Beschlüsse gefasst werden. Beobachter haben kein Mitspracherecht und kein Stimmrecht. Die Gemeindevertretung kann nach Bedarf Ausschüsse bestellen. Sitzungen des Gemeindevorstandes und der Ausschüsse sind nicht öffentlich.

#### Sitzverteilung nach den Wahlen
- Gemeindevertretungswahlen 1985: ÖVP 15, SPÖ 5, FPÖ 4.[8]
- Gemeindevertretungswahlen 1990: ÖVP 14, SPÖ 6, FPÖ 4.[9]
- Gemeindevertretungswahlen 1995: Die Freiheitlichen 12, ÖVP 9, Die Unabhängige 6.[10]
- Gemeindevertretungswahlen 2000: FPÖ 12. ÖVP 12, die unabhängige (du) 3.[11]
- Gemeindevertretungswahlen 2005: FPÖ 11. ÖVP 10, die unabhängige (du) 3.[12]
- Gemeindevertretungswahlen 2010: BVP 12, FWB 7, PRO 5.[13]
- Gemeindevertretungswahlen 2015: ÖVP 12, Walser Liste 6, Freie Walser BL 3, Initiative PRO Kleinwalsertal 3.[14]
- Gemeindevertretungswahlen 2020: Offene Bürgerliste 14, Walser Liste 7, Initiative PRO Kleinwalsertal 3.[15]
- Gemeindevertretungswahlen 2025: Initiative PRO Kleinwalsertal 8, Freiheitliche 8, Offene Bürgerliste 6, Walser Liste 2.[16]

### Bürgermeister
- 1945–1950 Gedeon Fritz (ÖVP)[17][17]
- 1950–1960 Josef Ritsch[17]
- 1960–1985 Walter Fritz[17]
- 1985–1988 Ernst Müller[17]
- 1988–1995 Alois Fritz[17]
- 1995–2010 Werner Strohmaier[17][18]* 2010–2025 Andreas Haid (BVP bzw. ÖVP bzw. OBL)[19][20][21]
- seit 2025 Joachim Fritz (FPÖ)[22]

### Wappen
Blasonierung (Wappenbeschreibung):
„Ein blauer Schild, aus dessen Grunde sich ein Felsen erhebt, auf dem ein aufgerichteter, natürlicher Steinbock steht; hinter dem Felsen ist ein hoher, spitz zusammenlaufender grüner Bergkegel zu sehen. Felsen und Bergkegel sind mit Legföhren bewachsen.
Den Schild umgibt eine bronzefarbene ornamentierte Randeinfassung.“
Das Wappenbild ist das ehemalige Wappen des Gerichtes Mittelberg,
das Kleinwalsertal führt daher – anders als einige Großwalsertalgemeinden – nicht den Walserstern. Der Steinbock findet sich schon seit 1431 im Siegel des „freyen Walsergerichts“.
Als Gemeindewappen wurde es am 5. April 1929 von der Vorarlberger Landesregierung bestätigt.
Den Steinbock als Wappentier führen auch Sonntag (1966), Dünserberg (1969), Bürserberg (1970) und St. Gerold (1970), sowie – nicht Walserisch – in Vorarlberg auch Hohenems.

### Klimaschutz
Die Gemeinde nimmt am e5 – Programm für energieeffiziente Gemeinden, Klimaschutzprogramm in Österreich teil.

## Persönlichkeiten

### Ehrenbürger der Gemeinde
- 1909: Josef Fink, Pfarrer und Politiker[30][31]

### Söhne und Töchter der Gemeinde
- Leo Müller (1799–1844), Erfinder
- Wilhelm Fritz (1918–1995), Lehrer, Musiker, Komponist und Chorleiter
- Resi Hammerer (1925–2010), österreichische Medaillen-Gewinnerin in der Ski-Abfahrt bei den Olympischen Spielen 1948
- Josef Fritz (1926–1975), Politiker (ÖVP)
- Willy Schuster (* 1937), Skispringer und Skisprungtrainer
- Ludwig Leitner (1940–2013), Skirennläufer im österreichischen und deutschen Nationalteam
- Klaus Amann (* 1949), Literaturwissenschaftler
- Beate Gruber (* 1951), Politikerin, Abgeordnete zum Vorarlberger Landtag
- Philipp Ther (* 1967), Historiker
- Markus Eberle (* 1969), Skirennläufer im österreichischen und deutschen Nationalteam
- Werner Schuster (* 1969), Skispringer und Trainer des schweizerischen und deutschen Nationalteams
- Sandra Jäckel (* 1972), Politikerin, Mitglied des Bundesrates
- Joachim Fritz (* 1975), Abgeordneter zum Vorarlberger Landtag und Bürgermeister
- Alexandra Robl (* 1975), Bergsteigerin
- David Kögler (* 1993), Skibergsteiger im österreichischen Nationalteam

### Personen mit Bezug zur Gemeinde
- Oliver Strohmaier (* 1968), Skispringer, wuchs in Riezlern auf